# 高橋淑子
高橋 淑子（たかはし よしこ、1960年6月 - ）は、日本の細胞生物学者。専門分野は動物発生学。京都大学教授。

## 略歴
広島県広島市生まれ。ノートルダム清心中学校・高等学校卒業。1983年広島大学理学部生物学科卒業。1988年京都大学大学院理学研究科生物物理学専攻博士後期課程修了、理学博士。フランス国立科学研究センター発生生物学研究所客員研究員、米国オレゴン大学客員研究員、米国コロンビア大学客員研究員、北里大学理学部助教授などを経て、1998年奈良先端科学技術大学院大学バイオサイエンス研究科助教授。2001年理化学研究所発生再生科学総合研究センターチームリーダー。2005年奈良先端科学技術大学院大学バイオサイエンス研究科教授。2010年、自然科学分野の第一線で活躍する女性科学者に贈られる「猿橋賞」を受賞（動物の発生における形作りの研究）。2012年京都大学大学院理学研究科教授。